# Pruines
Pruines – miejscowość i gmina we Francji, w regionie Oksytania, w departamencie Aveyron. W 2013 roku populacja Pruines wynosiła 314 mieszkańców. Na terenie gminy, na południowy wschód od wzniesienia Pic de Kaymard, swoje źródła ma rzeka Duzou. Ponadto przez gminę przepływa Dourdou de Conques. 